# Melese incertus
Melese incertus är en fjärilsart som beskrevs av Walker 1855. Melese incertus ingår i släktet Melese och familjen björnspinnare. Inga underarter finns listade i Catalogue of Life.